# نیکلاس فلدهان
نیکلاس فلدهان (انگلیسی: Nicolas Feldhahn؛ زادهٔ ۱۴ اوت ۱۹۸۶) بازیکن فوتبال اهل آلمان است.
از باشگاه‌هایی که در آن بازی کرده‌است می‌توان به باشگاه فوتبال بایرن مونیخ ۲، باشگاه فوتبال ارتسگبیرگ آئو، باشگاه فوتبال کیکرز اوفنباخ، و باشگاه فوتبال اسنابروک اشاره کرد.